# Eriocaulon alpinum
Eriocaulon alpinum är en gräsväxtart som beskrevs av Pieter van Royen. Eriocaulon alpinum ingår i släktet Eriocaulon och familjen Eriocaulaceae. Inga underarter finns listade i Catalogue of Life.